# Judith Montefiore College

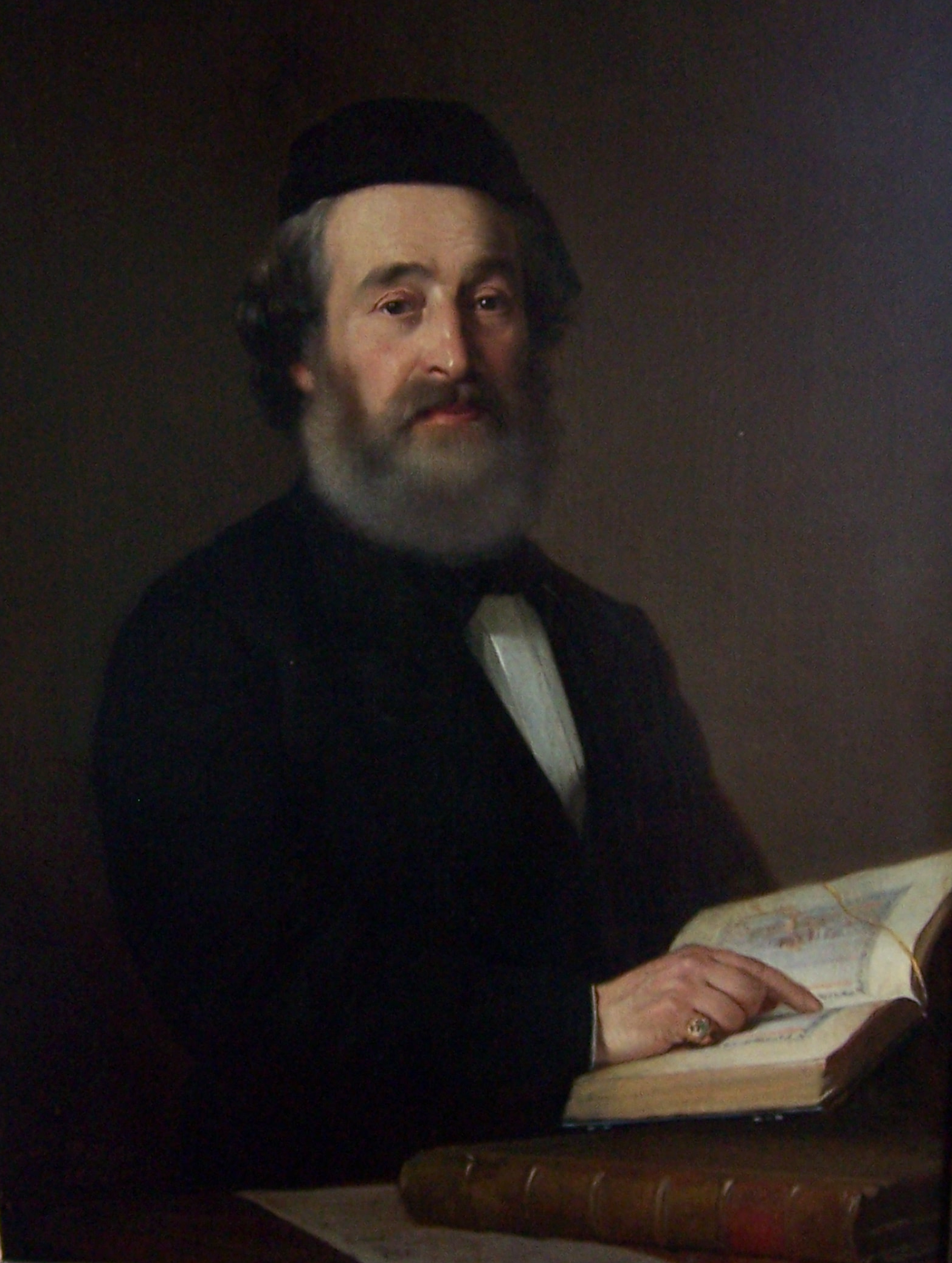
Porträt von Louis Loewe, gemalt von Michael Angelo Pittatore (1825–1903) im Jahr 1871. Dieses Gemälde wurde von Sir Moses Montefiore (1784–1885) in Auftrag gegeben für den Hörsaal des College in Ramsgate, wo Loewe Rektor war.

Das Judith Montefiore College war ein jüdisch-theologisches Seminar in Ramsgate, Kent, England, das in neuerer Zeit in London wiederbelebt wurde.

## Geschichte
Das College wurde 1869 von Sir Moses Montefiore zu Ehren seiner Frau, Lady Judith Montefiore, in der Nähe seines Wohnsitzes, East Cliff Lodge, gegründet. Es handelte sich hauptsächlich um ein Beth ha-midrash, das von älteren Gelehrten besucht wurde, die dort den Talmud studierten. Die Ältesten der spanischen und portugiesischen jüdischen Gemeinde in London übernahmen 1885 nach dem Tod von Sir Moses die religiöse und weltliche Verwaltung des Judith Lady Montefiore College. Der erste Rektor war Louis Loewe (1809–1888). Nach seinem Tod im Jahr 1888 lag es eine Zeit lang still, bis ein Versuch unternommen wurde, es in ein modernes theologisches Seminar umzuwandeln, und zwar unter der Leitung von Moses Gaster, der die Bibliothek durch kluge Anschaffungen erheblich erweiterte. Das Experiment dauerte von 1891 bis 1896, erwies sich jedoch als erfolglos. Das Kolleg wurde daraufhin wieder seinem ursprünglichen Zweck zugeführt, und die Gebäude werden jetzt von sechs Kollegiaten genutzt, die das Gesetz und den Talmud studieren und einmal im Monat öffentliche Vorlesungen halten. Ein Teil der Bibliothek wurde an das Jews’ College in London übertragen. Die Einrichtung gab Jahresberichte heraus. Das College wurde 1961 nach London verlegt (das Gebäude wurde 1964 abgerissen) und 1985 geschlossen.
Im Jahr 2005 wurde es als Hochschule für fortgeschrittenes Tora-Studium wiedereröffnet.

## Publikationen (Auswahl)
- Reports of Judith Montelflore College, 1892–1896
- The Jewish Year Book, 1903